# یژمانکی
یژمانکی (به لاتین: Jerzmanki) یک روستا در لهستان است که در گمینا زگوژلتس واقع شده‌است. یژمانکی ۹۱۲ نفر جمعیت دارد.